# Collier de cloche en cuir brodé
 (septembre 2020).
Un collier de cloche en cuir brodé est un type de collier de vache qui a fait son apparition au XVIIIe siècle et que l'on retrouve encore aujourd'hui dans le canton de Fribourg et dans d'autres cantons romands.

## Histoire
Dans l’ancien comté de Gruyère, qui fut partagé entre les cantons de Fribourg et de Berne en 1555, les paysans s’étaient spécialisés dans l’élevage bovin au XVe siècle déjà, afin de produire du fromage dans les alpages. Lorsque les troupeaux, provenant des villages gruériens mais aussi des régions voisines de la Glâne et de la Veveyse, montaient à l’alpage ou en redescendaient, on prit l’habitude de pourvoir les vaches les plus méritantes d’une grosse cloche en fer forgé appelée sonnaille. 
Les sonnailles furent d’abord pourvues d’un collier en bois, souvent gravé ou plaqué de métal ouvragé. De nombreux colliers du XVIIe siècle nous sont parvenus. Entre 1730 et 1750, le collier en cuir, appelé « rîmo », remplaça celui en bois. On donna toujours une nette préférence au cuir blanc décoré de broderies en lanières de cuir noir et rehaussé d’applications en tissu rouge. Les premiers motifs s’inspiraient de ceux qui avaient été gravés dans le bois.
Cet artisanat connut un apogée dans le dernier quart du XVIIIe siècle avec des décors floraux et des arabesques. Il connut un déclin au XIXe siècle à cause de la mode des cloches en bronze qui étaient pourvues d’une simple courroie en cuir noir. La renaissance se manifesta à partir des années 1910 lorsque l’on forgea à nouveau des sonnailles et que les plus grosses en bronze reçurent aussi un collier brodé. Depuis lors, les selliers confectionnent des colliers dont les motifs sont plus ou moins inspirés de ceux du XVIIIe siècle, à moins qu’ils ne créent leur style personnel.
Au milieu du XXe siècle s’ajoutent des cartouches peints représentant une scène alpestre ou une vache primée, des inscriptions brodées rappelant un anniversaire ou un événement particulier.
Aujourd’hui, dans le canton de Fribourg, mais aussi dans d’autres cantons romands où l’élevage est actif, des selliers professionnels ou amateurs expérimentés perpétuent cette tradition. Les commandes viennent des familles paysannes, des syndicats d’élevage, des organisateurs de concours de vaches laitières ainsi que des particuliers pour un usage décoratif. Lors des désalpes, des manifestations d’éleveurs et de certains cortèges, on peut vérifier la vitalité de cet artisanat créatif.

## Source du texte
- « colliers de cloches en cuir brodé », sur fr.ch